# 木村省吾
木村 省吾（きむら せいご、1870年9月12日（明治3年8月17日）- 1947年（昭和22年）12月30日）は、明治後期から昭和前期の僧、実業家、政治家。衆議院議員。

## 経歴
伊勢国員弁郡北大社村（三重県員弁郡稲部村字北大社、東員村を経て現東員町北大社）で、木村聞妙、なみ の二男として生まれた。第三高等学校、本願寺学林（現龍谷大学）で学んだ。
西本願寺に入り執行職に就任。実業界では、真宗信徒生命保険社長、起業銀行監査役、京都電気鉄道専務取締役、鬼怒川水力電気監査役、東京瓦斯監査役、京成電気鉄道監査役、大蔵出版社長などを務めた。
1908年（明治41年）5月、第10回衆議院議員総選挙（京都府京都市、無所属）で当選し、その後、中央倶楽部に所属して衆議院議員に1期在任した。1912年（明治45年）5月の第11回総選挙（神奈川県郡部、中央倶楽部）では落選した。